# Jeremy Lin
Jeremy Shu-How Lin (Los Angeles, 23 augustus 1988) (jiaxiang: Taiwan) is een Amerikaans basketballer die sinds 2019 uitkomt voor de Beijing Ducks.
Lin speelde eerder voor het college team van Harvard University (2006-2010), en in de NBA voor teams als de Golden State Warriors (2010-2011), New York Knicks (2011-2012), Houston Rockets (2012-2014), Los Angeles Lakers (2014-2015) en de Charlotte Hornets (2015-2016). Nadat de Atlanta Hawks zijn contract afkochten, verhuisde Lin in 2019 naar de Toronto Raptors. Met de Canadese ploeg won hij als reservespeler zijn eerste NBA-titel.
Hij is van Chinees-Taiwanese komaf.

## Persoonlijk leven
Lin is geboren in de stad Torrance ter hoogte van Los Angeles County. Hij is opgevoed door een Christelijke familie in de stad Palo Alto wat ligt in de San Francisco Bay Area. 
Zijn ouders, Lin Gie-Ming en Shirley Lin, emigreerden van Taiwan naar de Verenigde Staten rond de jaren 70, eerst woonde ze in Virginia voordat ze verhuisde naar Indiana, waar ze beide gingen studeren. Ze hebben allebei dubbele nationaliteiten. Lin zijn ouders zijn beide van Beidou, Changhua, Taiwan, echter zijn allebei zijn grootouders geëmigreerd naar Taiwan vanuit Pinghu, Zhejiang, China. 
Lin zijn ouders zijn beide 168cm lang. Zijn grootmoeder vanaf zijn moeders kant was erg lang (183cm), ze denken dat Lin zijn lengte aan haar te danken heeft. Lin heeft een oudere broer, Josh en een jongere broer, Joseph. Gie-Ming leerde zijn zonen basketbal in het lokale YMCA. Shirley heeft geholpen een "National Junior Basketball Program" op te zetten in Palo Alto, waar Lin ging spelen. Ze heeft samengewerkt met de coaches om te zorgen dat de sport niet een negatieve impact zou hebben op zijn educatie. Ze kreeg erg veel kritiek van haar vrienden, deze waren het er niet mee eens dat ze haar zoon zoveel liet basketballen.

## Middelbareschoolcarrière
Tijdens Lin zijn laatste jaar in 2005-2006, heeft Lin zijn ploeg, Palo Alto High School, geleid naar een 32-1 tussenstand in de competitie. Hiermee won Palo Alto HS de Staatstitel nadat ze de favoriet versloegen in een spannende finale. Lin kreeg een plek in de "All state first team" en won speler van het jaar in de divisie van Noord-Californië. Dit jaar was zijn gemiddelde, 15.1 punten, 7.1 assists, 6.2 rebounds en 5.0 steals.

## Hogeschoolcarrière
Nadat Lin naar elke Ivy League-universiteit zijn cv en hoogtepunten-dvd had gestuurd, werd hij bij geen enkele van zijn favoriete direct aangenomen. Harvard en Brown waren de enige universiteiten die hem wilden aannemen, echter zonder scholarship.
Lin koos voor Harvard, nadat hij de eerste twee toetsen dramatisch faalde, moest die toch even aanzetten. Naast hard studeren speelde hij voor het college team van Harvard University (2006-2010). Hij werd vaak verkozen tot de top 10 college spelers en maakte bij iedereen een indruk met geweldige gemiddelde en resultaten.

## Professionele carrière
Ondanks zijn omvangrijke cv werd Lin door niemand gekozen tijdens de NBA draft, dit was een grote tegenslag voor de jonge atleet. Hij koos niet op te geven en ging zoals vele niet gekozen spelers meedoen in de Summer League (2010). Later werd bekend dat vele clubs Lin niet durfde aan te nemen door zijn ras. Vechtend tegen het racisme gaf Lin niet op, en werd hij uiteindelijk door zijn favoriete team Golden State Warriors gekozen. Hij werd erg populair in de Aziatische culturen omdat hij de eerste Aziatische-Amerikaan was die de NBA behaalde. Ook stonden veel Warrior fans achter Lin omdat het een lokale jongen was, opgegroeid in dezelfde omgeving als de club.
Helaas ging het niet zo goed als gehoopt, Lin werd 3 maal toegewezen naar de "D-league", dit is vergelijkbaar met het tweede elftal in voetbal. Uiteindelijk moest de club iemand ontslaan om zo een mogelijke transfer te kunnen financieren, en Lin werd hier het slachtoffer van.
Het "offseason" begon en Lin sprong van club naar club voor enkele wedstrijden tijdens de 2011 NBA lockout. Toen dit voorbij was, werd hij aangenomen door de New York Knicks. Het ging nog steeds niet goed en het management stond op het punt Lin te ontslaan, tot hij plotseling moest invallen voor een geblesseerde speler, toen begon "Linsanity".

## Linsanity
Lin is vooral bekend door zijn "scoring-reeks" met de New York Knicks in 2012. Deze scoring-reeks werd later bekend als "Linsanity". Tijdens "Linsanity" scoorde Lin 38 punten tegen de Los Angeles Lakers (10-02-2012), dit is tot nu toe zijn hoogste score in één wedstrijd. Deze enorme populariteitsperiode voor Lin bracht hem gelijk een film ter ere van Linsanity. Deze film "Linsanity" (2013) is ingesproken door Daniel Dae Kim en werd enorm goed verkocht en bekeken in Aziatische landen zoals Taiwan en China.
Zijn verhaal van “Nobody to Legend” wordt door vele kenners beschouwd als een van de grootste verrassingen in elke sport tot nu toe. Als hij in de wedstrijd tegen de New Jersey Nets (2012) niet had gepresteerd zou die ontslagen worden, voor de derde keer dat jaar. Dit zou hoogstwaarschijnlijk een einde voor zijn destijds korte carrière betekenen. Lin beweerde ook dat hij de wedstrijd als zijn laatste zag, en zei: "Als ik ten onder ga, wil ik op mijn eigen manier ten onder gaan, en dat is de manier van God". Lin staat bekend om zijn open uitingen over zijn religie waardoor hij ook vele fans heeft kunnen werven.